# سيمون توماس (لاعب كرة قدم)
سيمون توماس (بالإنجليزية: Simon Thomas)‏ (21 يوليو 1984 في المملكة المتحدة - ) هو لاعب كرة قدم بريطاني في مركز الهجوم. لعب مع إبسفليت يونايتد وبوريهام وود إف سي وكريستال بالاس ونادي روذرهام يونايتد وكانفي آيلاند وRedbridge F.C. ‏ وبيليريكاي تاون وتشيشام يونايتد ‏ وغرايز أتلاتيك ‏ ودارلينجتون إف سى.

## وصلات خارجية
- سيمون توماس على موقع قاعدة بيانات كرة القدم.إي يو (الإنجليزية)
- سيمون توماس على موقع Soccerbase.com (لاعب) (الإنجليزية)
- سيمون توماس على موقع عالم كرة القدم.نت (الإنجليزية)